# Волосачево
Волосачево — деревня в Тейковском районе Ивановской области. Входит в состав Нерльского городского поселения.

## География
Находится в юго-западной части Ивановской области на расстоянии приблизительно 12 км на юг-юго-запад по прямой от районного центра города Тейково.

## История
Деревня уже была известна в 1792 году. В 1859 году здесь (тогда деревня в составе Суздальского уезда Владимирской губернии) было учтено 4 двора.

## Население
Постоянное население составляло 32 человека (1859 год), 1 в 2002 году (русские 100 %), 2 в 2010.